# Баурова, Наталья Ивановна
Наталья Ивановна Баурова (род. 11 октября 1978, Москва) — российский учёный, доктор технических наук (2010). Профессор кафедры производства ремонта автомобилей и дорожных машин Московского автомобильно-дорожного государственного технического университета (МАДИ). Лауреат премии Президента Российской Федерации в области науки и инноваций для молодых учёных за 2013 год. Профессор РАН (2022).

## Биография
В 2001 году окончила МАДИ по специальности «Автомобили и автомобильное хозяйство», с 2001 года аспирант МАДИ. В 2004 году защитила диссертацию на соискание ученой степени кандидата технических наук, по специальности — технология машиностроения и продолжила работу в МАДИ, на кафедре «Производство и ремонт автомобилей и дорожных машин», на должности ассистента и доцента. В 2010 году защитила докторскую диссертацию по специальностям — 05.02.08 — технология машиностроения и 05.02.11 — методы контроля и диагностика в машиностроении.

## Педагогическая деятельность
С 2010 года ведет практические занятия на кафедре МАДИ (производство и ремонт автомобилей и дорожных машин), по дисциплинам:
Для кандидатов, на получение ученой степени магистра:
- «Новые технологические методы, материалы в машиностроении»,
- «Технология применения полимерных композиционных материалов при производстве и ремонте машин»

Для бакалавров:
- «Техническая диагностика и контроль качества»

Проводит на кафедре занятия, для учеников средней школы 9-11 классов, по проекту «Университетские субботы».
Руководит работой трех аспирантов, а также дипломными и магистерскими работами.

## Научная деятельность
Премия Президента Российской Федерации в области науки и инноваций для молодых учёных за 2013 год, Баурова получила за создание инновационной разработки диагностирования металлоконструкций с использованием интеллектуальных материалов. Суть данного метода заключается в выявлении разрушений в конструкции материала, за долго, до того как материал пройдёт точку бифуркации. Это простой метод не требующий дорогостоящего аппаратного вмешательства (ультразвуковые методы контроля), но позволяющий выявить на ранних стадиях данную точку, методом нанесения датчиков, на материал с использованием углеродных волокон. Также, разработан «Математический аппарат», для людей, которые не имеют высокой квалификации, который позволит им рассчитать, когда материал приближается к точки бифуркации.

## Научные труды
- Зорин В. А. Баурова Н. И. Применение интеллектуальных материалов при производстве, диагностировании и ремонте машин. — 2 изд: ИНФРА-М, 2015. — 110 с. — 500 экз. — ISBN 978-5-16-010801-8.
- Зорин В. А. Баурова Н. И. Применение полимерных композиционных материалов в машиностроении. Учебное пособие. — ИНФРА-М, 2018. — 302 с. — 500 экз. — ISBN 978-5-16-012938-9.
- Зорин В. А., Баурова Н. И. Моделирование свойств ремонтных материалов при длительном воздействии эксплуатационных факторов //Механизация строительства. — 2012. — №. 1. — С. 15-17.
- Баурова Н. И. Диагностирование и ремонт машин с применением полимерных материалов. — 2008.
- Сергеев А. Ю., Баурова Н. И. Применение полимерных композиционных материалов для ремонта элементов систем выпуска отработавших газов дорожно-строительных машин //Интерстроймех-2015. — 2015. — С. 324—326.